# Zborów (gmina w województwie poznańskim)
Zborów (od 1973 Żelazków) – dawna gmina wiejska istniejąca do 1954 roku w woj. łódzkim i poznańskim. Nazwa gminy pochodzi od wsi Zborów, lecz siedzibą władz gminy był Tykadłów.
W okresie międzywojennym gmina Zborów należała do powiatu kaliskiego w woj. łódzkim. 1 kwietnia 1938 roku gminę wraz z całym powiatem kaliskim przeniesiono do woj. poznańskiego.
Po wojnie gmina zachowała przynależność administracyjną. Według stanu z dnia 1 lipca 1952 roku gmina składała się z 15 gromad: Anielin, Borków Nowy, Borków Stary, Czartki, Garzew, Goliszew, Helenów, Ilno, Janków, Russów, Tykadłów, Zborów, Złotniki Małe, Złotniki Wielkie i Żelazków.
Jednostka została zniesiona 29 września 1954 roku wraz z reformą wprowadzającą gromady w miejsce gmin. Po reaktywowaniu gmin z dniem 1 stycznia 1973 roku gminy Zborów nie przywrócono, utworzono natomiast jej terytorialny odpowiednik, gminę Żelazków